# Ginsiana sejuncta
Ginsiana sejuncta är en stekelart som beskrevs av Sharkov 1995. Ginsiana sejuncta ingår i släktet Ginsiana och familjen sköldlussteklar. Inga underarter finns listade i Catalogue of Life.